# Malayotyphlops luzonensis
Malayotyphlops luzonensis är en ormart som beskrevs av Taylor 1919. Malayotyphlops luzonensis ingår i släktet Malayotyphlops och familjen maskormar. Inga underarter finns listade i Catalogue of Life.
Denna orm förekommer på öarna Luzon, Negros och Marinduque i Filippinerna. Den lever i områden med träd eller buskar. Individerna gräver i lövskiktet och i det översta jordlagret. Honor lägger ägg.
Det är inget känt om populationens storlek och möjliga hot. IUCN listar arten med kunskapsbrist (DD).